# Antonio Mendez
Pour les articles homonymes, voir Mendez.
Antonio Joseph « Tony » Mendez (né le 15 novembre 1940 à Eureka dans le Nevada et mort le 19 janvier 2019 à Frederick dans le Maryland) est un agent américain de la CIA, spécialisé dans l'appui d'opérations secrètes et clandestines de l'agence américaine. Il a écrit trois mémoires autour de son expérience au sein de la CIA.

## Reconnaissance
Mendez a été décoré, et est maintenant largement connu pour sa gestion du subterfuge canadien lors de la crise des otages en Iran, où il a contribué à l'exfiltration de six diplomates américains en janvier 1980. Il a monté de toutes pièces un projet de film, faisant passer les diplomates pour les membres d'une équipe de tournage venue faire des repérages pour un film de science-fiction intitulé Argo. Après déclassification des dossiers, les détails de l'opération ont été rapportés dans un article publié en 2007 par Joshuah Bearman dans Wired magazine. Cette opération a inspiré le scénario du film Argo, réalisé par Ben Affleck, qui joue également le rôle de Mendez. Ce dernier a ensuite assisté aux Golden Globes pour donner un discours, où le film a remporté le prix du Meilleur film dramatique.

## Vie privée
Mendez, qui est d'origine mexicaine, italienne et irlandaise, est né à Eureka, dans le Nevada, en 1940. Mendez a été interviewé dans Open Your Eyes magazine, et a expliqué qu'il n'a jamais appris à parler l'espagnol, puisque son père est mort quand il était très jeune. Il a déménagé avec sa famille dans le Colorado lors de son adolescence. Après avoir été diplômé de l'école secondaire, il a poursuivi ses études à l'Université du Colorado.
Après l'université, Mendez a travaillé en tant qu'artiste. En 1965, Mendez a répondu à une annonce pour un poste de graphiste : il a alors été embauché par la Central Intelligence Agency, en tant qu'artiste pour la Division des services techniques. Mendez a travaillé comme agent de la CIA dans l'Asie du Sud, Asie du Sud-Est et le Moyen-Orient. Son travail à l'agence portait généralement sur les faux-documents, la création de déguisements et les travaux graphiques liés à l'espionnage. Il a servi dans la CIA 25 ans. Il a reçu l'Intelligence Star le 12 mars 1980.

## Vie post-CIA
Depuis sa retraite de la CIA en 1990, Mendez et son épouse Jonna, elle-même vétéran de 27 ans de la CIA, ont siégé au conseil d'administration de l'International Spy Museum. Il travaille à temps plein en tant qu'artiste. Mendez a écrit trois livres : 
- 2000, Master of Disguise: My Secret Life in the CIA, mémoire de ses expériences de la CIA
- 2003, avec Jonna Mendez et Bruce B. Henderson, Spy Dust: Two Masters of Disguise Reveal the Tools and Operations that Helped Win the Cold War
- 2012, avec Matt Baglio, Argo: How the CIA and Hollywood Pulled Off the Most Audacious Rescue in History, compte-rendu plus long de l'exfiltration des diplomates d'Iran.

Son premier travail a été salué en 2002 comme l'un des trois « Mémoires historiques » par John Hollister Hedley, ancien président de la Commission de révision des publications de la CIA. Quelques photos de ses œuvres en tant que chef des déguisements de la CIA ont été présentés dans le numéro de janvier 2005 FHM magazine.
Mendez a également été interviewé par Errol Morris dans la série télévisée First Person, apparaissant dans l'épisode « The Little Gray Man » (saison 1).
Il participe en tant que consultant au film Argo sorti en 2012, réalisé par Ben Affleck, lequel joue son rôle. Il y fera aussi une figuration lors de la scène où Ben Affleck arrive à l'aéroport pour prendre son avion à destination de l'Iran.
Il meurt à l'age de 78 ans des suites de la maladie de Parkinson dont il souffrait depuis plus de 10 ans.